# Kethi
Kethi es una ciudad y nagar Panchayat situada en el distrito de Nilgiris en el estado de Tamil Nadu (India). Su población es de 23229 habitantes (2011).

## Demografía
Según el censo de 2011 la población de Kethi era de 23229 habitantes, de los cuales 11476 eran hombres y 111753 eran mujeres. Kethi tiene una tasa media de alfabetización del 84,43%, superior a la media estatal del 80,09%: la alfabetización masculina es del 94,41%, y la alfabetización femenina del 82,61%.